# Scopaeocharax
Scopaeocharax är ett släkte av fiskar. Scopaeocharax ingår i familjen Characidae.
Kladogram enligt Catalogue of Life:
| Scopaeocharax | \| \| Scopaeocharax atopodus \| \| \| \| \| \| Scopaeocharax rhinodus \| \| \| \| |
|               | \| \| Scopaeocharax atopodus \| \| \| \| \| \| Scopaeocharax rhinodus \| \| \| \| |
|               | Scopaeocharax atopodus                                                            |
|               |                                                                                   |
|               | Scopaeocharax rhinodus                                                            |
|               |                                                                                   |